# Leurocidaris
Leurocidaris is een geslacht van uitgestorven zee-egels uit de familie Miocidaridae.

## Soorten
- Leurocidaris montanaro Zardini, 1973 †